# Río Mailenco
El río Mailenco nace en la cordillera del Mahuidanche de la Región de La Araucanía y fluye con dirección general SO hasta desembocar en la ribera izquierda del río Queule.

## Trayecto
Nace en las laderas del cerro Puralaco y fluye con dirección general oeste por uns 6 km hasta desembocar en el río Queule.: 467–468 

## Historia
Luis Risopatrón lo describe en su Diccionario Jeográfico de Chile de 1924 bajo el nombre Maitincó:: 516 
Maitincó (Riachuelo) 39° 23' 73° 10’. Es mui estrecho, profundo, serpenteado, de corto curso i afluye del E a la márjen E del curso inferior del rio Queule; puede navegarse en su parte inferior en un trayecto de un kilómetro, después del cual es inaccesible para toda clase de embarcaciones. 155, p. 414; estero Maytinco en 61, XXIX, p. 486; i rio Mailenco en 156.